# Аршай
Арша́й (фр. Archail, окс. Archalh) — коммуна во Франции, находится в регионе Прованс — Альпы — Лазурный Берег. Департамент коммуны — Альпы Верхнего Прованса. Входит в состав кантона Ла-Жави. Округ коммуны — Форкалькье.
Код INSEE коммуны — 04009.

## Население
Население коммуны на 2008 год составляло 11 человек.
| 1962 | 1968 | 1982 | 1990 | 1999 | 2008 |
| ---- | ---- | ---- | ---- | ---- | ---- |
| 18   | 18   | 10   | 6    | 7    | 11   |

## Экономика
В 2007 году среди 6 человек в трудоспособном возрасте (15—64 лет) все были экономически активными (показатель активности — 100,0 %, в 1999 году было 66,7 %). Из 6 активных работали 4 человека (3 мужчин и 1 женщина), безработных было 2 (1 мужчина и 1 женщина).

## Достопримечательности
- Приходская церковь Успения Божьей Матери (1828 год)
- Часовня Нотр-Дам, была перестроена в 1994 году